# Comuna Hirka Polonka, Luțk
Hirka Polonka (în ucraineană Гірка Полонка) este o comună în raionul Luțk, regiunea Volînia, Ucraina, formată din satele Hirka Polonka (reședința), Ozdiv și Polonka.

## Demografie
Componența lingvistică a satului Hirka Polonka
     Ucraineană (99,02%)
     Alte limbi (0,86%)
Conform recensământului din 2001, majoritatea populației satului Hirka Polonka era vorbitoare de ucraineană (99,02%), existând în minoritate și vorbitori de alte limbi.